# März 1981
Portal Geschichte | Portal Biografien | Aktuelle Ereignisse | Jahreskalender | Tagesartikel

◄ |
19. Jahrhundert |
20. Jahrhundert
| 21. Jahrhundert

◄ |
1950er |
1960er |
1970er |
1980er
| 1990er | 2000er | 2010er | ►

◄ |
1977 |
1978 |
1979 |
1980 |
1981
| 1982 | 1983 | 1984 | 1985 | ►

◄ |
Dezember 1980 |
Januar 1981 |
Februar 1981 |
März 1981 |
April 1981 |
Mai 1981 |
Juni 1981 |
►
Dieser Artikel behandelt aktuelle Nachrichten und Ereignisse im März 1981.

## Tagesgeschehen

### Dienstag, 3. März 1981

Darstellung der Georg-von-Neumayer-Station auf einem Briefumschlag

- Antarktis: Mit der Georg-von-Neumayer-Station auf dem Ekström-Schelfeis wird die erste Forschungseinrichtung der Bundesrepublik Deutschland auf dem antarktischen Kontinent ihrer Bestimmung übergeben.[1]

### Donnerstag, 5. März 1981
- Genf/Schweiz: Auf dem Genfer Auto-Salon stellt der Kfz-Hersteller Daimler AG in einem Mercedes-Benz W 126 den ersten Fahrer-Airbag in einem Auto vor. Die Entwicklung dauerte 15 Jahre.[2]

### Freitag, 6. März 1981
- Lübeck/Deutschland: Marianne Bachmeier erschießt am dritten Tag des Prozesses zum Mord an ihrer Tochter Anna den angeklagten Fleischer Klaus Grabowski in einem Saal des Landgerichts und lässt sich anschließend widerstandslos festnehmen. Grabowski hatte das 7-jährige Kind zehn Monate zuvor erwürgt.[3]

### Montag, 9. März 1981
- Stanford/Vereinigte Staaten: Der Mediziner Bruce Reitz und sein Team verwenden bei der Transplantation des Herzens sowie beider Lungenflügel u. a. den Immunantwort-hemmenden Arzneistoff Ciclosporin und verbessern damit spürbar die Genesungschancen nach dem Eingriff. Auf sämtliche Operationen dieser Art folgte zuvor nach kurzer Zeit der Tod des Patienten.[4]

### Mittwoch, 11. März 1981
- Santiago/Chile: Der so genannte „Führer des Institutionalisierungsprozesses“ in Chile und diktatorische Herrscher Augusto Pinochet wird in das Amt des Präsidenten eingeführt. Zugleich tritt eine neue Verfassung für das südamerikanische Land in Kraft.[5]

### Sonntag, 15. März 1981

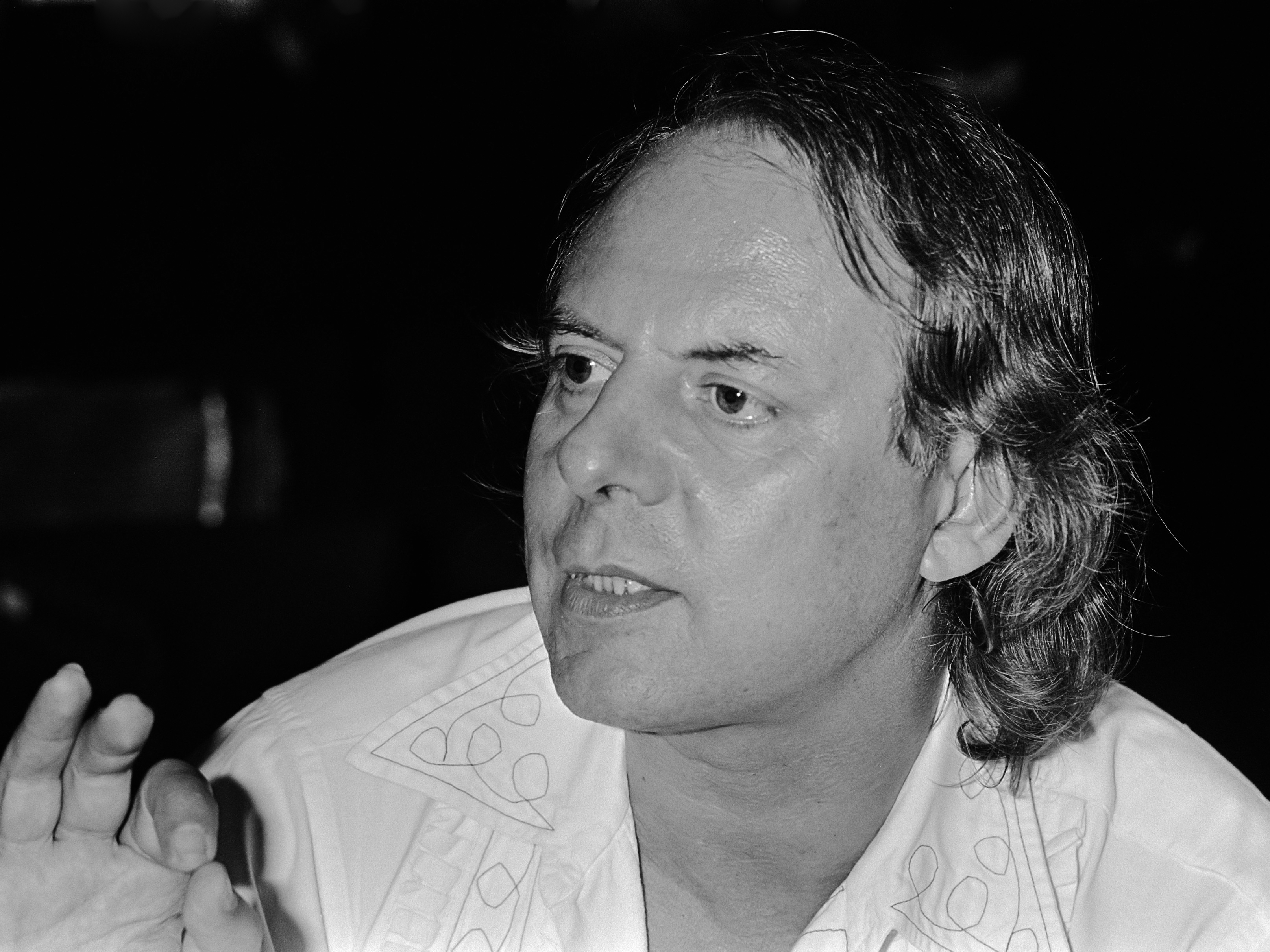
Karlheinz Stockhausen

- Mailand/Italien: Der Chor des Teatros alla Scala verlangt umgerechnet 200.000 D-Mark für die Mitwirkung an der Uraufführung der Oper Licht: Donnerstag des deutschen Komponisten Karlheinz Stockhausen. Da weder Veranstalter noch der Rundfunksender WDR als Co-Produzent die Summe beschaffen können, findet die Aufführung ohne den Dritten Akt statt.[6]

### Dienstag, 17. März 1981

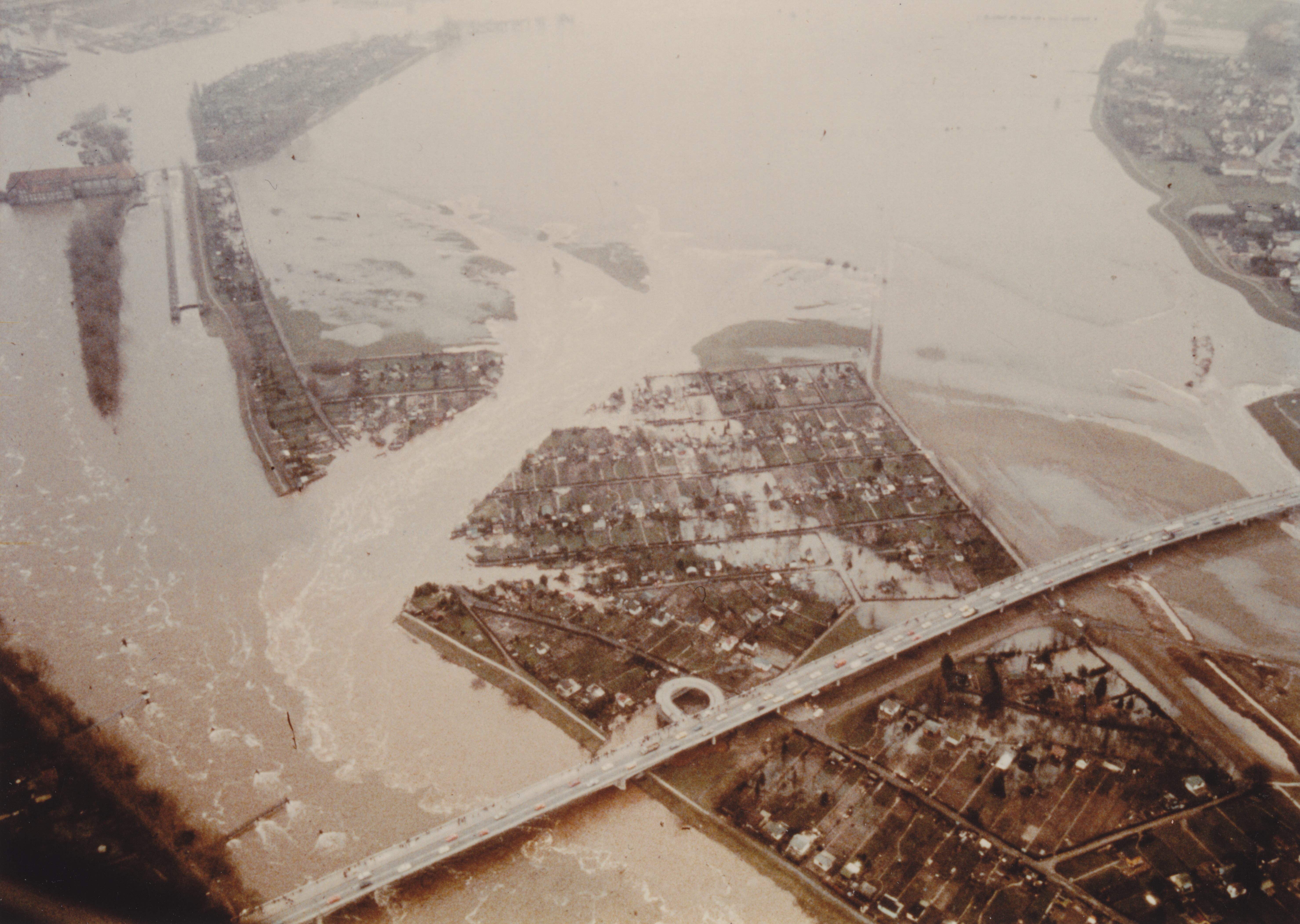
Wassermassen an der Bremer Werderbrücke

- Bremen/Deutschland: Zwei Tage nach dem Durchbruch der Weser durch den linken Weserdeich in der Nähe der Werderbrücke, in dessen Folge es zu enormen Schäden in einer Kleingartenkolonie kam, vollenden u. a. die Feuerwehr Bremen und das Technische Hilfswerk einen 50 m langen Entlastungsdeich. Damit ist die Überschwemmungsgefahr für den Ortsteil Habenhausen gebannt.[7]

### Donnerstag, 19. März 1981
- Chuzestan/Iran: Im Golfkrieg – aus dem nach der Panzerschlacht von Susangerd in der Provinz Chuzestan im Januar ein Stellungskrieg wurde – scheitern die irakischen Streitkräfte auch im zweiten Versuch an der Einnahme der Stadt Susangerd. Der Irak überfiel den Iran vor sechs Monaten und hat seine Stellungen inzwischen gefestigt, jedoch ohne derzeit Aussicht auf neue Offensiverfolge zu haben.[8]

### Montag, 23. März 1981
- Leninsk/Sowjetunion: Dschügderdemidiin Gürragtschaa startet mit der Mission Sojus 39 als erster Mongole ins Weltall.[9]

### Dienstag, 24. März 1981

Logo der Fernsehserie

- Mainz/Deutschland: Der Fernsehsender ZDF beginnt die Ausstrahlung der Kinder-TV-Serie Löwenzahn. Sie ist eine Fortsetzung der Sendung Pusteblume, die ab 1979 zu sehen war.[10]

### Mittwoch, 25. März 1981
- Washington, D.C./Vereinigte Staaten: Donn A. Starry, der Kommandeur des „Readiness Commands“ (deutsch „Bereitschaftskommando“) des Vereinigten Kampfkommandos der Streitkräfte der Vereinigten Staaten, stellt der Öffentlichkeit eine Doktrin vor, die festlegt, dass die USA erfolgreiche Luft-Land-Schlachten führen sollten, auch mit Hilfe von Kernwaffen. Das neue Konzept markiert die Abkehr von der Doktrin des „Gleichgewicht des Schreckens“ zwischen der Sowjetunion und den Vereinigten Staaten, deren Ablösung der damals amtierende US-Präsident Jimmy Carter im Juli 1980 ankündigte.[11]

## Weblinks

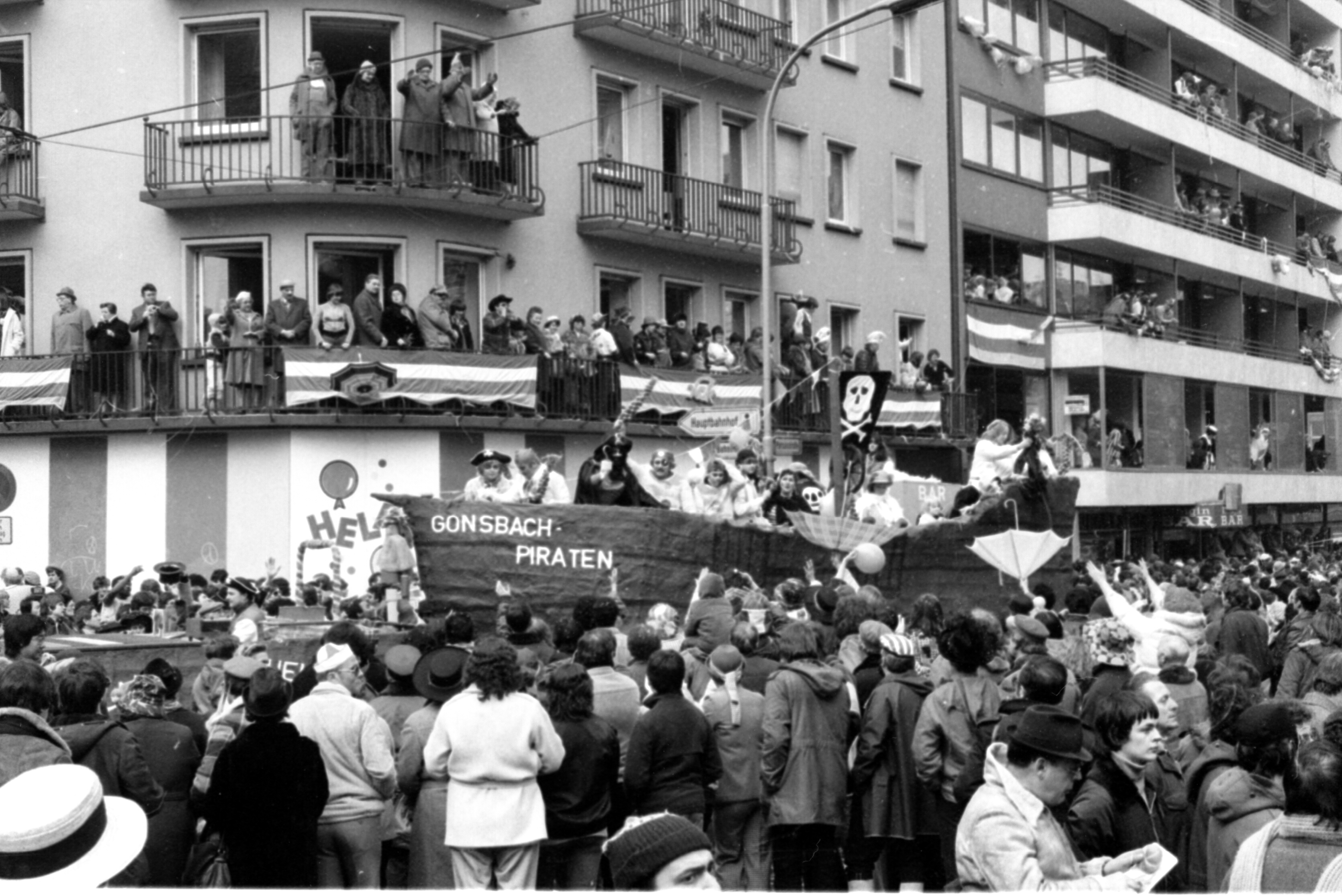
Mainz im März 1981

### Samstag, 28. März 1981
- Laax/Schweiz: In der Gesamtwertung der Herren-Wettbewerbe des Alpinen Skiweltcups 1980/81 belegt der Amerikaner Phil Mahre nach dem letzten Rennen Platz 1. Bei den Damen gewinnt Marie-Theres Nadig aus der Schweiz den Gesamt-Weltcup.[12]

### Sonntag, 29. März 1981

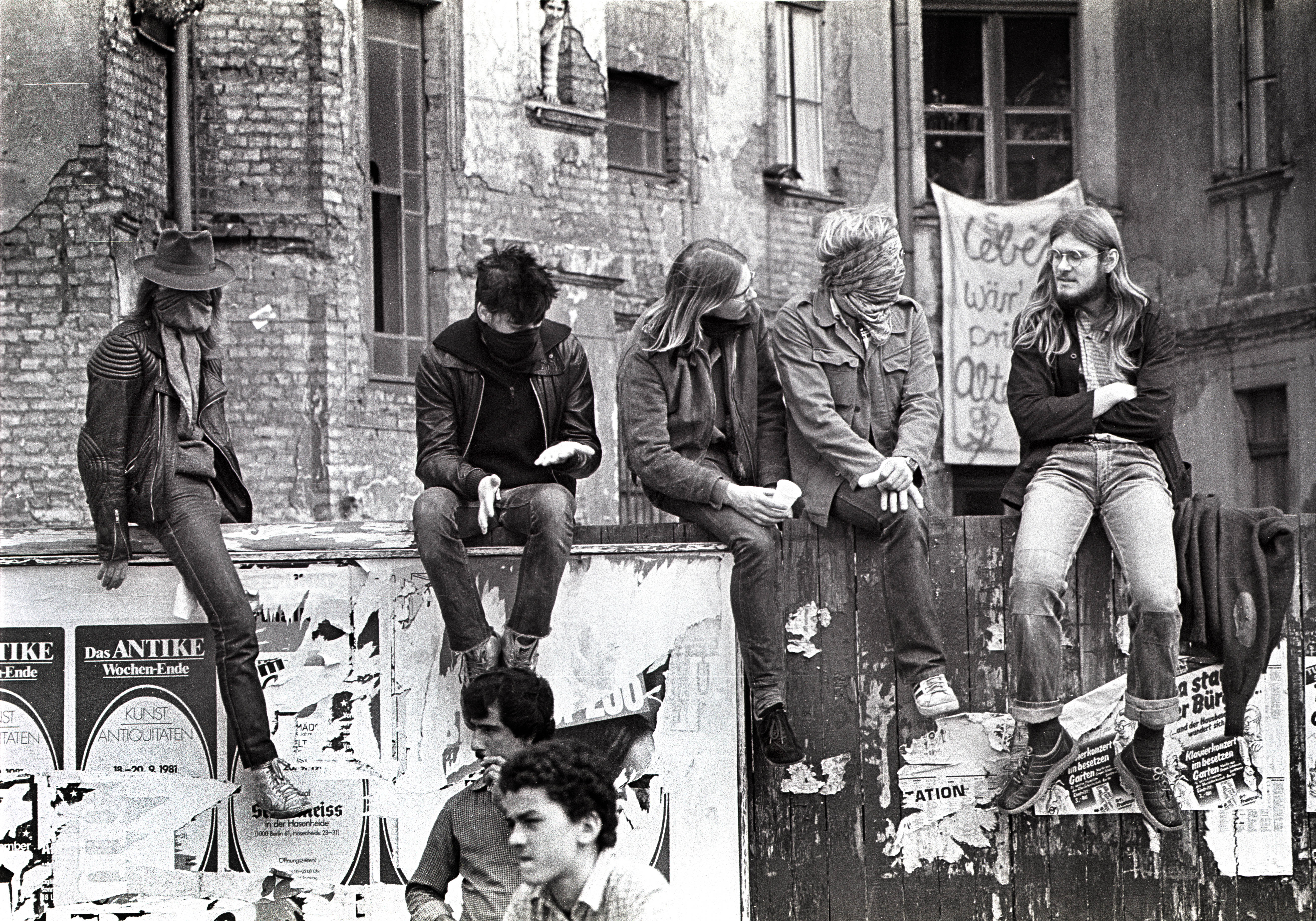
Hausbesetzer im Berliner Bezirk Kreuzberg

- Buenos Aires/Argentinien: Generalleutnant Roberto Eduardo Viola löst Jorge Rafael Videla als Führungsperson des argentinischen Militärregimes ab. In seiner neuen Position ist Viola de facto Präsident von Argentinien. Videlas Rückzug nährt Hoffnungen auf die Einleitung einer Wende zur Demokratie.[13]
- Münster/Deutschland: Die erste bundesweite Tagung der Hausbesetzer in Deutschland zu den Themen Wohnraummangel und Wohnraumpolitik geht zu Ende. Die Veranstalter sind Mitglieder im Allgemeinen Studierendenausschuss der Universität und engagieren sich in der linken politischen Szene. Die angereisten Hausbesetzer zeigen jedoch kaum Neigungen zu kooperieren. Im Konsens werden „dezentrale Aktionen“ für den Mai vereinbart.[14]

### Montag, 30. März 1981

Schüsse auf Ronald Reagan in Washington

- Washington, D.C./Vereinigte Staaten: Auf dem Bürgersteig vor dem Hotel Hilton schießt ein Mann auf den Präsidenten der Vereinigten Staaten Ronald Reagan. Insgesamt werden vier Personen von Kugeln getroffen. Reagan wird noch am selben Tag operiert. Die meisten Amtsgeschäfte des Präsidenten wird in der nächsten Zeit Vize-Präsident George Bush übernehmen müssen.[15]

### Dienstag, 31. März 1981
- Los Angeles/Vereinigte Staaten: Bei den 53. Academy Awards der Filmbranche wird Eine ganz normale Familie von Regie-Debütant Robert Redford als bester Film prämiert. Als beste Hauptdarsteller werden Sissy Spacek und Robert De Niro ausgezeichnet.[16]
- Washington, D.C./Vereinigte Staaten: Am Tag nach dem Attentat auf Ronald Reagan, Präsident der Vereinigten Staaten, informiert Vize-Präsident George Bush seine Landsleute nach einem Besuch am Krankenbett des Verwundeten, dass er keine zusätzliche Macht erhalten werde. Reagan benötige lediglich Ruhe und werde vollauf genesen.[17]